# 14155 Cibronen
A 14155 Cibronen (ideiglenes jelöléssel 1998 SK122) a Naprendszer kisbolygóövében található aszteroida. A LINEAR projekt keretében fedezték fel 1998. szeptember 26-án.